# Вінницька обласна філармонія
Ві́нницька обласна́ філармо́нія — філармонія у Вінниці. Створена 1937 року.

## Керівництво
З початку заснування і до 1972 року Вінницьку філармонію очолював директор — Павло Афанасійович Пушкін, якого ненадовго змінив Віталій Іванович Дербеньов. Далі, 3 1975 р., майже 20 років філармонію очолював заслужений працівник культури України Анатолій Іванович Левицький. За період його керівництва, поряд з розвитком камерних, народних колективів, набирає розквіту естрадне мистецтво. З'являються ВІА «Подоляни» під керівництвом композитора Бориса Іванова; ансамбль «Панорама» під керівництвом В'ячеслава Шайгарданова, Юрія Денисова; ансамбль «С песней по жизни», який очолював Василь Харьковий, а в подальшому — Семен Рудман. В цей період зароджується знаменитий дует заслужених артистів України Любові та Віктора Анісімових.
1995 року керівництво філармонією приймає заслужений працівник культури України Віктор Олексійович Клепіков. Після його смерті, у 2007 році, філармонію знов очолив Левицький Анатолій Іванович. Після його смерті, виконувачем обов'язків керівника закладу був його перший заступник Юрій Іванов. У 2024 р. філармонію очолює Віктор Володимирович Бронюк .

## Фестивалі і конкурси
Починаючи з травня 1993 року, щорік у філармонії проходить Міжнародний музичний фестиваль класичної музики імені П. І. Чайковського та Н. Ф. фон Мекк. Фестиваль має статус міжнародного. До участі в заході запрошуються провідні професійні колективи та виконавці України і зарубіжжя. Обов'язковою умовою участі у фестивалі є виконання творів Петра Чайковського та композиторів епохи романтизму XIX століття. 
Vinnytsia JAZZFEST - започатковано у 1996 році як міжнародний фестиваль джазової музики. 
Барви музики XXI сторіччя  - фестиваль-форум, що об’єднує навколо себе композиторів, виконавців сучасної музики та справжніх експериментаторів музичного мистецтва. До 2009 року кожен Форум був присвячений тій чи іншій країні  —  Польщі, Німеччині, Австрії, Швейцарії, США. 
У 2007 році гостем Форуму став повноважний посол США Вільям Тейлор, за сприяння якого відбулася всеукраїнська прем’єра мистецького проєкту «Музика Голлівуду».
З 2009 року раз на два роки «Барви музики ХХ сторіччя» проходять під гаслом «Слухай українське». Учасниками Форуму були відомі українські композитори Валентин Сильвестров, Мирослав Скорик, Євген Станкович, Володимир Рунчак, Віталій Годзяцький, Юрій Ланюк, Богдана Фроляк.
2018-го року фестиваль зазнав ребрендингу і отримав нове ім'я CONTEMPORARY MUSIC DAYS IN VINNYTSIA!
З 1992 року щовесни у філармонії проходить Дитячо-юнацький естрадний конкурс «Музична парасолька». Метою конкурсу є виявити талановиту молодь в жанрах сучасної естради. Участь беруть діти та молодь віком від 6 до 18 років. Конкурс проводиться у трьох номінаціях: естрадний вокал, вокальні ансамблі та хореографічні колективи, а також у трьох вікових категоріях: 6-10 років, 11-14 років, 15-18 років.  Автор ідеї проведення конкурсу артист театру і кіно, заслужений артист України Олександр Нємченко. Вінницька обласна філармонія є співзасновником конкурсу. З 2001 року конкурс здобув статус міжнародного. Участь у конкурсі беруть більше 700 учасників, вокалісти та хореографічні колективи з країн Балтії, Грузії, Казахстану, Нідерландів, Білорусі, Молдови, Польщі, Росії та багатьох регіонів України. «Музична парасолька»  є одним із найпрестижніших вокально-хореографічних конкурсів України.

## Колективи
- Ансамбль пісні та танцю «Поділля», художній керівник та головний балетмейстер заслужений артист України Анатолій Кондюк, головний хормейстер заслужений артист України Віктор Волков, керівник оркестру Володимир Пиріг;
- Камерний оркестр «Арката», художній керівник та диригент заслужений діяч мистецтв України Георгій Курков;
- Естрадно-циркова група для дітей «Арлекіно», керівник Валерій Войтенко;